# Ražňany
Ražňany és un poble i municipi d'Eslovàquia. Es troba a la regió de Prešov, al nord del país.

## Història
La primera referència escrita de la vila data del 1248.

## Demografia
| Godina             | 1994 | 2004   | 2014   | 2024    |
| ------------------ | ---- | ------ | ------ | ------- |
| Nombre de persones | 1354 | 1443   | 1504   | 1657    |
| Diferència         |      | +6,57% | +4,22% | +10,17% |

| Godina             | 2023 | 2024   |
| ------------------ | ---- | ------ |
| Nombre de persones | 1660 | 1657   |
| Diferència         |      | −0,18% |